# Dilatační kardiomyopatie u psů
Dilatační kardiomyopatie neboli zkráceně DCM (z angličtiny: dilated cardiomyopathy) je onemocnění charakterizované komorovou dilatací a systolickou a diastolickou dysfunkcí myokardu. Jedná se o kardiální onemocnění, které má za následek poměrně vysokou úmrtnost mnoha plemen psů. Jde tedy o primární onemocnění srdečního svalu (myokardu), vedoucí k srdečnímu selhání a arytmie. Obě tyto dysfunkce způsobí, že srdce ztratí schopnost stahovat se a efektivně pumpovat krev do těla. Obvykle bývá postižená levá strana srdce, tzn. levá komora. Nicméně není výjimkou, že dilatační kardiomyopatie postihne levou i pravou komoru zároveň či samostatně.
Z toho vyplývá, že srdeční oddíly se rozšíří a zvětší svůj objem a dojde i ke ztenčení srdečních stěn. U chlopní nedochází k morfologickým změnám, ale jejich funkce není dostatečná k tomu, aby krev mohla být vypumpována v dostatečné míře a vrací se zpět, může vznikat nitrosrdeční trombus, který postihuje především levou síň a levou komoru.
S DCM se mohou pojit další onemocnění jako je porucha štítné žlázy, cukrovka, myokarditida (zánět srdečního svalu), hypertenze, vada chlopní nebo například obezita či podvýživa. Onemocnění může dle různých studií vznikat kvůli infekcím, toxinům, nutriční nerovnováze (deficit karnitinu a taurinu), ale především kvůli genetickým predispozicím daného jedince.

## Příznaky a symptomy
Příznaky se u každého jedince mohou lišit, ale mezi nejčastější projevy DCM patří dušnost a kašel při fyzické aktivitě. U psa se může projevit problém s pohybovým aparátem při vstávání a lehání, s tím souvisí celková slabost organismu. Jedinec bývá unavený a může trpět nechutenstvím. V pozdějším stádiu ubývá na hmotnosti a sliznice i jazyk mohou být bledé či zbarvené až do fialové barvy. Častokrát bývají dalšími příznaky také: slabší pulz, rychlejší tepová frekvenci a zvětšení dutiny břišní či otoky (volná tekutina v těle).
Onemocnění se dle statistik objevuje nejčastěji mezi 4. až 12. rokem života. Často se DCM začne projevovat až v pokročilé fázi. Mnohdy je onemocnění asymptomatické a dojde k náhlému úmrtí jedince bez projevu jakéhokoli příznaku.

## Diagnostika
V případě, že se vyskytnou některé příznaky z výše uvedených, je nezbytně nutné navštívit veterinární ordinaci a zdravotní stav psa konzultovat s veterinárním lékařem, který pacienta důkladně vyšetří (poslech, odběr krve a následný laboratorní rozbor) a při podezření na kardiologické onemocnění provede následující vyšetření:
- RTG - snímek ukáže v jakém stavu jsou plíce (případný otok) a srdce, odhalí přítomnost nahromaděné tekutiny v těle
- Echokardiografie - zhodnotí srdeční funkci (pumpování krve), dále velikost a stav srdečních komor a chlopní
- EKG - snímá srdeční aktivitu a tím odhalí možnou srdeční arytmii
- Dopplerův přístroj - slouží k měření krevního tlaku u psa nebo kočky[6][7]

## Léčba
Dilatační kardiomyopatie je jedním z mnoha onemocněních, které se bohužel nedají léčit. Pacientovi se podávají medikamenty (př. Vetmedin S, Fortekor plus), které zpomalují průběh nemoci (srdeční arytmie a selhání srdce). Dále může pacient dostávat léky na odvodnění. Díky této terapii je možné průběh onemocnění zpomalit a prodlužit tak život psa o nějaký čas - zde hodně závisí, v jakém stádiu byla dilatační kardiomyopatie diagnostikována. Vědecké studie prokazují, že pouze 17 - 35 % psů s dilatační kardiomyopatií žije déle než 1 rok od diagnostiky veterinárním lékařem.
U plemen s genetickými predispozicemi pro DCM se doporučuje nechat zvíře (cca od 2–3 let) jedenkrát za rok preventivně vyšetřit, aby se v případě výskytu onemocnění mohla zahájit včasná medikace.
Při kardiologických onemocnění bývá doporučena klinická veterinární dieta, která může pozitivně přispět ke zlepšení zdravotního stavu zvířete pomocí medikamentů a vhodné výživy. Pro psy s kardiologickými potížemi jsou vyvinuty speciální veterinární krmiva jako například: Vet Life Natural DOG Cardiac, Royal Canin Veterinary Diet Dog Cardiac, Purina PPVD Canine CC Cardio Care a jiné na doporučení veterinárního lékaře.

## Riziková plemena
Toto srdeční onemocnění má za následek poměrně vysokou úmrtnost u středních, velkých a obřích plemen psů. Plemena, u kterých je dilatační kardiomyopatie nejčastěji diagnostikována je dobrman a německý boxer. Přibližně u poloviny dobrmanů a asi jedné třetiny německých boxerů dojde během života k rozvoji DCM. Dalším náchylným plemenem je portugalský vodní pes, u kterého se DCM může vyskytnout u velmi mladých jedinců, kteří nedovršili ani 2 rokům života. Mezi obří plemena trpící tímto srdečním onemocnění patří například: německá doga, novofoundlandský pes, irský vlkodav či svatobernardský pes. Výjimkou u menších plemen je americký a anglický kokršpaněl.